# Червяков, Евгений Трофимович
Евгений Трофимович Червяков (24 января 1925 года, Шумилино, Витебская область, Белорусская ССР — 30 мая 2016 года, Витебск, Беларусь) — партийный деятель, машинист тепловоза локомотивного депо Витебск Белорусской железной дороги. Герой Социалистического Труда (1976).

## Биография
Родился в 1925 году в многодетной семье железнодорожного рабочего. В 1941 году окончил восемь классов средней школы в Шумилине. После начала Великой Отечественной войны вместе со семьёй эвакуировался в город Чкалов. С июля 1941 года обучался в Чкаловском железнодорожном училище № 4, по окончании которого с июля 1942 года трудился помощником машиниста паровоза в локомотивном депо станции Оренбург.
С октября 1943 года служил во фронтовой колонне № 960 Особого резерва (ОРПК № 9 60) Наркомата путей сообщения СССР, которая обслуживала 2-й и 4-й Украинские фронта. В декабре 1944 года в составе ОРПК № 960 была переведена в Омск для обслуживания для доставки советских войск на Дальний Восток. С 1945 года трудился в ОРПК № 95 на Омской железной дороге.
В 1947 году возвратился в Белоруссию, где трудился помощником паровоза, машинистом паровоза и тепловоза в локомотивном депо имени Калинина станции Витебск. Обучался в дорожно-технической школе машинистов Оршанского отделения ЗЖД. В 1953 году вступил в КПСС.
С 1965 года одним из первых осваивал локомотив ТЭ-5478. В годы восьмой пятилетки довёл общий вес поезда до 5000 тонн. За годы этой пятилетки перевёз 140 тысяч тонн грузов. За трудовые успехи во время восьмой пятилетки был награждён Орденом Трудового Красного Знамени. С начала девятой пятилетки работал на пассажирских перевозках. Указом Президиума Верховного Совета СССР от 5 марта 1976 года «за выдающиеся успехи, достигнутые в выполнении заданий девятой пятилетки и социалистических обязательств» удостоен звания Героя Социалистического Труда с вручением ордена Ленина и золотой медали «Серп и Молот».
С 1976 года — машинист-инструктор в этом же депо. Обучил своей профессии около семидесяти учеников.
Избирался кандидатом в ЦК (1976—1977) и членом ЦК (1977—1981) Компартии Беларуси, членом Витебского обкома партии, членом Витебского райисполкома, многократно депутатом Витебского областного и городского Совета народных депутатов, делегатом XXIV и XXVI съездов КПСС.
После выхода на пенсию в 1985 году проживал в Витебске. Скончался в 2016 году.

## Награды
- Герой Социалистического Труда
- Орден Ленина
- Орден Трудового Красного Знамени (04.05.1971)
- Медаль «За трудовое отличие» (01.08.1953)
- Медаль «За доблестный труд в Великой Отечественной войне 1941—1945 гг.»
- Почётный железнодорожник
- Отличный работник Белорусской железнодорожной дороги